# Вольфау
Вольфау (нем. Wolfau) — ярмарочная коммуна (нем. Marktgemeinde) в Австрии, в федеральной земле Бургенланд. 
Входит в состав округа Оберварт.  Население составляет 1375 человек (на 31 декабря 2005 года). Занимает площадь 15, км². Официальный код  —  10928.

## Политическая ситуация
Бургомистр коммуны — Вальтер Пфайффер (АНП) по результатам выборов 2007 года.
Совет представителей коммуны (нем. Gemeinderat) состоит из 19 мест.
- АНП занимает 11 мест.
- СДПА занимает 8 мест.

## Ссылки

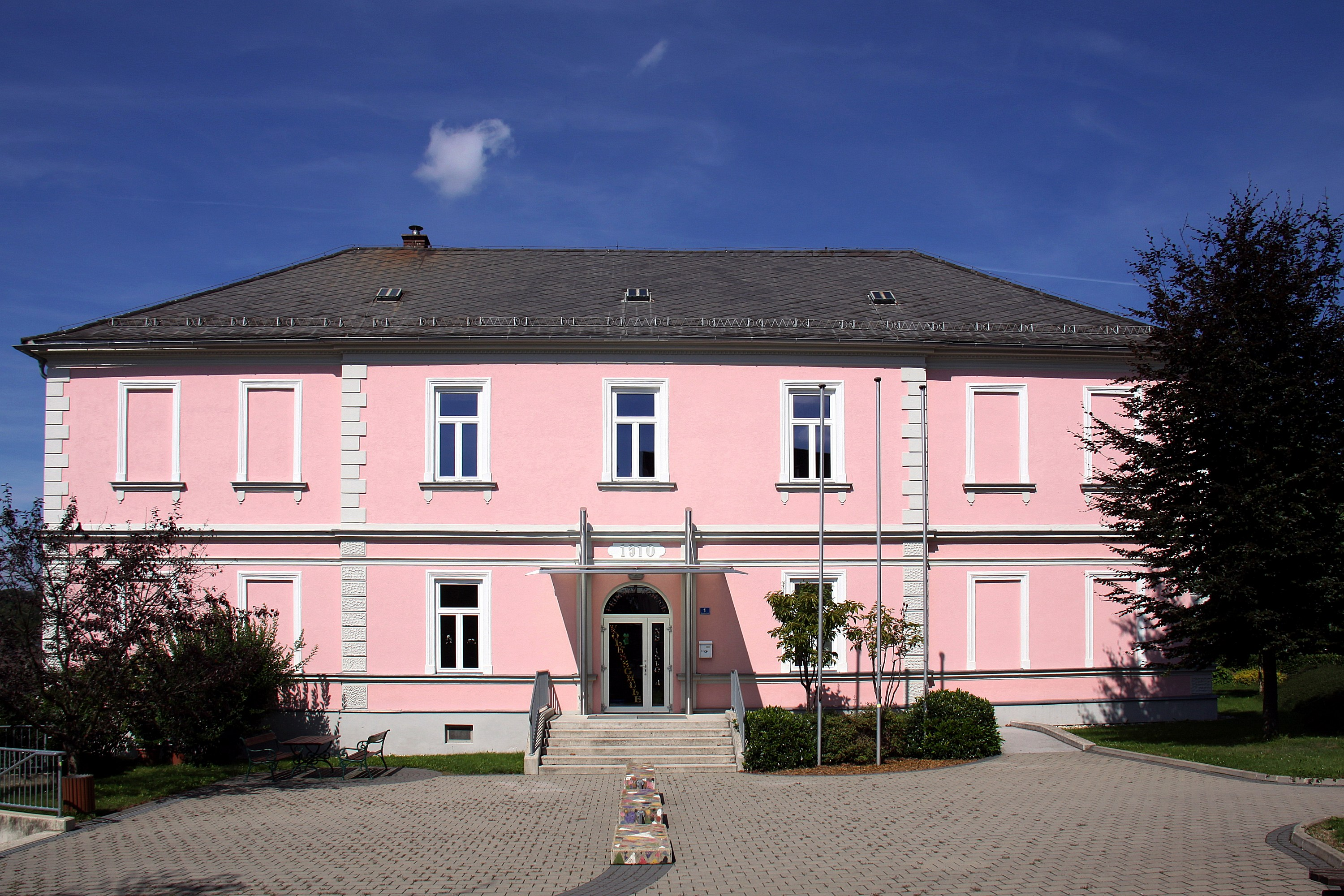
Elementary school in Wolfau, built 1910

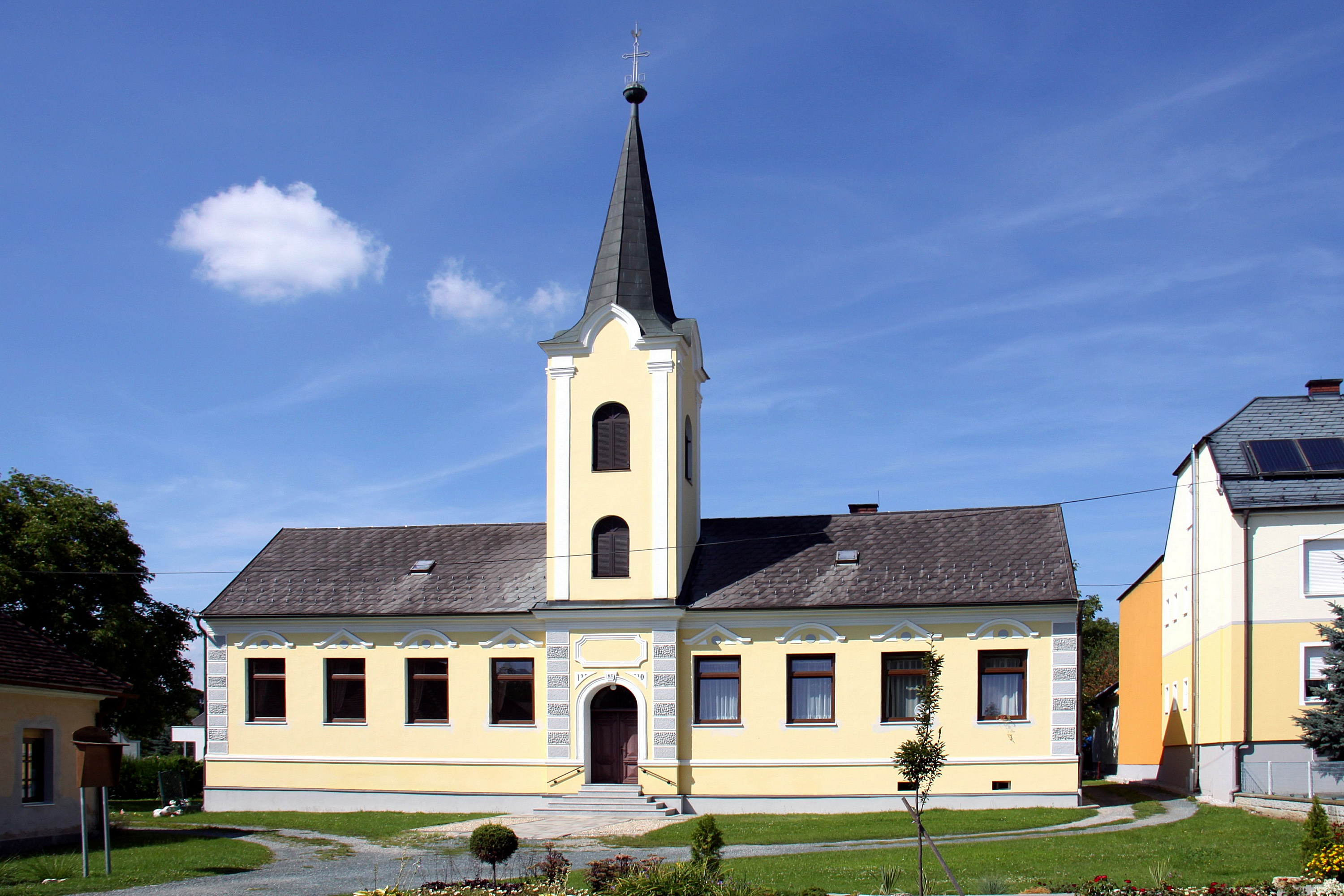
Protestant meeting house in Wolfau